# باشگاه فوتبال دوردوی بیشکک
باشگاه فوتبال دوردوی بیشکک (قرقیزی: Дордой Бишкек Футбол Клубу, Dordoj Bişkek Futbol Klubu) یک باشگاه فوتبال حرفه‌ای مستقر در بیشکک، قرقیزستان است که در لیگ برتر فوتبال قرقیزستان رقابت می‌کند. این باشگاه که در سال ۱۹۹۷ تأسیس شد، متعلق به انجمن "دوردوی"، گروهی از شرکت‌هایی که بازار دوردوی در بیشکک را نیز در اختیار دارند، است.